# ۱۳۲۲ (خورشیدی)
۱۳۲۲ هزار و سیصد و بیست و دومین سال هجری خورشیدی سالی عادی است.

## رویدادها
- ۶ تا ۹ آذر - برگزاری کنفرانس تهران با شرکت چرچیل، روزولت و استالین

## زادروزها
- ۱ فروردین - کتایون مزداپور، زبان‌شناس و پژوهشگر زبان‌های باستانی
- ۲ فروردین - ناظم گنجاپور، بازیکن سابق فوتبال ایران
- ۵ فروردین - صادق طباطبایی، برادرزن احمد خمینی و نامزد ریاست‌جمهوری ایران در دور اول انتخابات
- ۵ اردیبهشت - احمد کامیابی مسک، نویسنده، مترجم و استاد تئاتر
- ۲۲ مرداد - عبدالعلی بازرگان، روزنامه‌نگار ایرانی و نویسنده آثار سیاسی و مذهبی
- ۱۰ شهریور - عاتقه صدیقی، همسر محمدعلی رجایی
- ۲۱ مهر - سید محمد خاتمی، پنجمین رئیس‌جمهور ایران
- ۱۷ آذر - محمدرضا اصلانی، کارگردان و فیلم‌ساز
- ۲۹ دی - فرهاد مهراد، آهنگساز و خواننده
- ۲ بهمن - خسرو گلسرخی، شاعر و نویسندهٔ انقلابی
- ۱۲ بهمن - محراب شاهرخی، بازیکن و مربی فوتبال
- ۱۲ بهمن - اسماعیل جمشیدی، نویسنده و روزنامه‌نگار ایرانی
- ۹ اسفند - سعید پورصمیمی، بازیگر
- خسرو دستگیر، بازیگر

## درگذشت‌ها
- ۲۴ مهر - عباس تربتی معروف به ملاعباس تربتی و حاج آخوند، روحانی و عارف معاصر شیعه
- محمدابراهیم علم زمین‌دار بزرگ و حاکم منطقه قائنات، جنوب خراسان و سیستان، وزیر پست و تلگراف دوران رضاشاه